# Crunomys melanius
Crunomys melanius är en däggdjursart som beskrevs av Thomas 1907. Crunomys melanius ingår i släktet Crunomys och familjen råttdjur. IUCN kategoriserar arten globalt som sårbar. Inga underarter finns listade i Catalogue of Life.
Arten förekommer på Mindanao och på några andra öar som tillhör Filippinerna. Den lever i låglandet och i bergstrakter upp till 1550 meter över havet. Crunomys melanius vistas i skogar och den besöker även angränsande habitat som odlingsmark.
Vuxna exemplar är 9,8 till 13,3 cm långa (huvud och bål), har en 6,8 till 9,5 cm lång svans och väger 58 till 71 g. Bakfötternas längd är 2,5 till 2,9 cm och öronen är 1,3 till 1,6 cm stora. På ovansidan förekommer kastanjebrun päls med några glest fördelade taggar, som dock är ganska mjuka. Det finns ingen tydlig gräns mot den mörkgråa till svarta undersidan. Den mörkbruna svansen har en lite ljusare undersida. Hos honor förekommer 16 spenar.
Denna gnagare äter leddjur och olika växtdelar. Individerna går på marken och de är antagligen dagaktiva.